# Stjepan Hauser
Stjepan Hauser (Pola, 15 giugno 1986) è un violoncellista croato.

## Biografia
Hauser inizia la sua educazione musicale nella sua città natia, Pola. La sua famiglia è composta da musicisti e ha una sorella che fa la giornalista. Frequenta e si diploma a Fiume e completa gli studi universitari con Natalia Pavlutskaya a Londra, per poi proseguire gli studi post laurea con Ralph Kirshbaum a Manchester e infine, concludendoli negli Stati Uniti dove viene istruito dal violoncellista statunitense Bernard Greenhouse. Nel periodo in cui Hauser studia a Londra diventa membro stabile del Trio di Greenwich come violoncellista ufficiale dell'ensemble insieme a Yoko Misumi al pianoforte e Lana Trotovsek al violino.
Ancora poco più che ventenne Hauser si è esibito nei più grandi teatri d'Europa come solista e con molte orchestre tra le più importanti in Europa e all'estero sbarcando in paesi come l'Asia, Sudafrica, Nuova Zelanda e Stati Uniti. I suoi debutti si sono svolti in prestigiose sale da concerto come la Wigmore Hall di Londra, la Royal Albert Hall (sempre a Londra), il Concertgebouw di Amsterdam e nella South Bank Centre.
È stato insignito di numerosi e prestigiosi riconoscimenti internazionali per la sua bravura nel Regno Unito nonostante la giovane età e ha ricevuto l'onore di esibirsi per il principe di Galles Carlo sia a Buckingham Palace che al St. James's Palace. Hauser ha la fortuna di essere uno degli ultimi virtuosi del violoncello ad essere ascoltato da Rostropovič prima della sua morte avvenuta nell'aprile del 2007. Rostropovič lo sceglie nel 2006 per eseguire un Concerto di Gala a Palazzo Vecchio a Firenze.
Hauser ha lavorato con alcuni tra gli artisti più apprezzati nel panorama classico come Rostropovič, Bernard Greenhouse, Heinrich Schiff, Arto Noras, Frans Helmerson, Philippe Muller, Stephen Kovacevich, Mennahem Pressler e Ivry Gitlis.

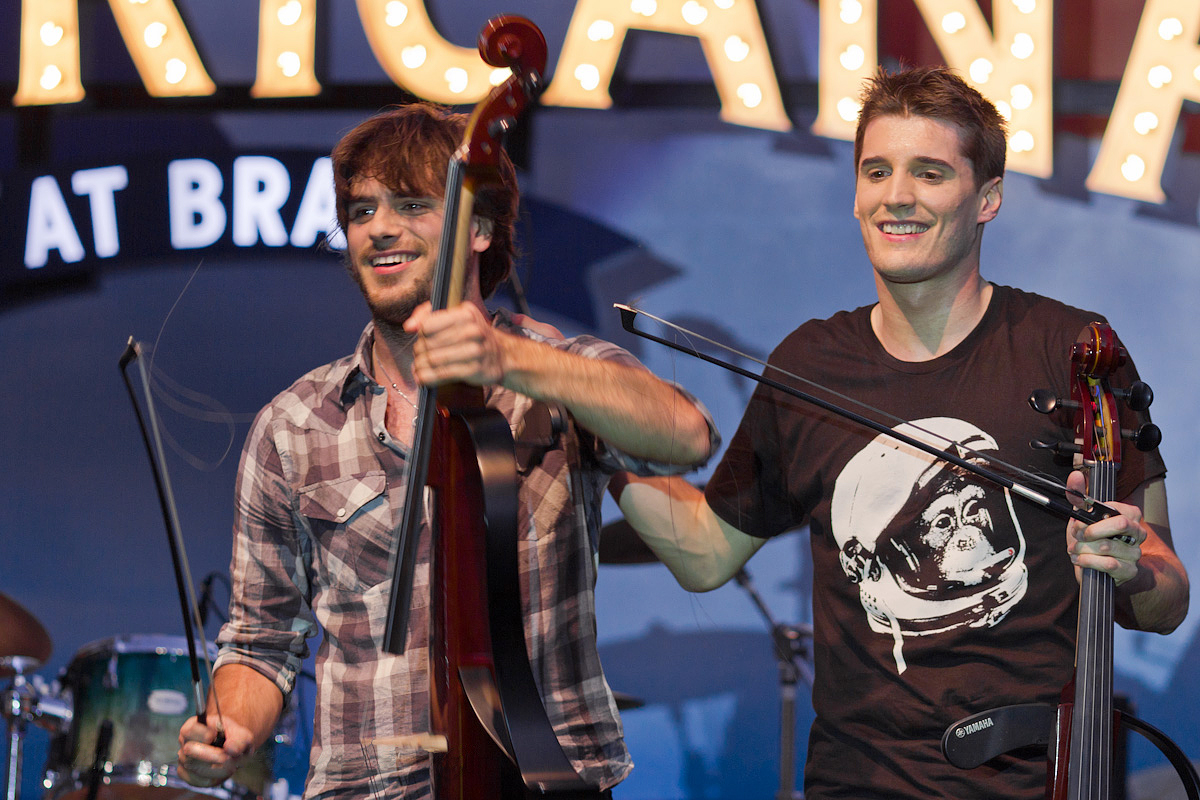
I 2Cellos: da sinistra Stjepan Hauser e Luka Šulić - California (Stati Uniti), 4 agosto 2011

Nel 2011, fonda con il suo amico e collega Luka Šulić il duo di violoncellisti 2Cellos con il quale arrangia ed esegue brani di musica contemporanea spaziando il repertorio tra Michael Jackson, Guns N' Roses, Muse e U2.
Nel gennaio dello stesso anno, la coppia di musicisti pubblica su YouTube un video in cui eseguono Smooth Criminal di Michael Jackson. La loro bravura impressiona sir Elton John che li invita entrambi ad unirsi alla sua band nell'ultimo tour mondiale del 2011. Insieme a Šulić incide un album in cui sono presenti brani come Welcome to the Jungle (Guns N' Roses),  brano di cui è stato girato anche un video musicale, e naturalmente Smooth Criminal. Il disco che si intitola 2Cellos è stato pubblicato il 14 giugno 2011 sotto etichetta Sony Music.